# Sidney Oliveira
Aparecido Sidney de Oliveira (Nova Olímpia, 15 de novembro de 1953) é um empresário brasileiro radicado em São Paulo, fundador da rede de farmácias Ultrafarma.

## História
Sidney Oliveira nasceu em Nova Olímpia, no interior do Paraná, em 1953. Aos 9 anos, conseguiu emprego em uma farmácia da cidade, e acabou entrando definitivamente no mercado de medicamentos e farmacêuticos.
Anos depois, começou a vender medicamentos nas cidades da região, até que conseguiu comprar sua primeira farmácia e formou uma rede em conjunto com outras farmácias da região que chegou a ter 12 lojas no estado do Paraná até meados dos anos 1980, quando decidiu vender todas e se mudar para São Paulo, onde abriu uma farmácia na avenida Brigadeiro Luis Antônio que existiu até a década de 90.
Em 1998, fundou a rede Drogavida, porém, vendeu a empresa pouco depois por não conseguir competir com as redes de drogarias maiores daquela época como a Farmais, Drogasil e Droga Raia, até que no ano 2000 após uma viagem ao exterior, ele fundou a Ultrafarma.
No ano de 2014 criou a Linha de Vitaminas que leva seu nome Sidney Oliveira, considerada a maior linha de vitaminas do Brasil. Os produtos são fabricados nos EUA com Europa e trouxeram qualidade preço acessível ao consumidor. 
Em 2019 a marca iniciou um processo de expansão com a chegada da Utrafarma Popular um modelo de licenciamento que conta com mais de 400 unidades em diversos estados Brasileiros. Em 2023 trouxe as Farmácias Sidney Oliveira ao mercado, que está em plena expansão.

## Ultrafarma
A Ultrafarma foi fundada em 2000, pouco depois da implementação dos medicamentos genéricos no Brasil. Segundo o próprio Sidney Oliveira, "a Abrafarma (Associação Brasileira de Redes de Farmácias e Drogarias) tinha um lobby junto às multinacionais da indústria farmacêutica e às grandes farmácias para que os genéricos não dessem certo", na mesma época teria viajado para o Canadá, México e Inglaterra, que na época eram os principais mercados de medicamentos genéricos para entender melhor o cenário.
Apesar da rejeição inicial dos brasileiros com os medicamentos genéricos, a Ultrafarma fez sucesso, principalmente tendo o próprio empresário como seu garoto propaganda em seus primeiros anos. A imagem de "figura popular" ajudou a alavancar as vendas e estabelecer confiança com os clientes, principalmente os mais velhos, rendendo-lhe o apelido de "Rei das Velhinhas", devido ao fato da maioria de sua clientela ser formado por idosos. O faturamento da Ultrafarma em 2013 foi de R$ 650 milhões.

## Vida pessoal
Sidney Oliveira vive em uma chácara na cidade de Santa Isabel, na região metropolitana de São Paulo. É fã do cantor Bob Dylan, casado desde 2024, coleciona relógios caros e se locomove diariamente por helicóptero de sua chácara, até o Aeroporto de Congonhas, na zona sul de São Paulo, próximo as sedes da Ultrafarma que ficam no bairro vizinho da Saúde. Foi nesta chácara que Oliveira foi preso em operação do Ministério Público de São Paulo, envolvido em um esquema de fraudes em créditos tributários. 
O empresário é católico fervoroso, sempre investe em programação religiosa católica em meio aos infomerciais da Ultrafarma nas emissoras de TV, que transmitem as missas da Catedral da Sé, do Santuário de São Judas e da Basílica Santuário Senhor Bom Jesus de Iguape, além de sempre estar envolvido em ações e doar para projetos da igreja católica como para a conservação do Cristo Redentor no Rio de Janeiro, além de projetos variados como os realizados pela Fundação Casa de Frei Galvão e projetos sociais do Instituto Meninos de São Judas Tadeu.
Recentemente, junto com diversas empresas do ramo farmacêutico e a própria Ultrafarma, fizeram diversas doações para hospitais e fundos de saúde pública como para o Hospital da Brigada Militar de Porto Alegre, o Hospital de Amor (antigo Hospital do Câncer de Barretos) e para o SUS da cidade de São Paulo.
Em 12 de agosto de 2025, Sidney Oliveira foi preso na suspeita de pagar propina para Secretaria de Estado da Fazenda, manipular processos administrativos e facilitar quitação de créditos tributários à empresa (Ultrafarma). Está em prisão temporária (1 de 3 mandados). No dia 15 do mesmo mês, foi solto após pagar fiança de 25 milhões de reais, determinada pela Justiça de São Paulo.